# Margiza partitalis
Margiza partitalis är en fjärilsart som beskrevs av Dyar 1918. Margiza partitalis ingår i släktet Margiza och familjen nattflyn. Inga underarter finns listade i Catalogue of Life.